# Międzynarodowa Rada Pielęgniarek
Międzynarodowa Rada Pielęgniarek (ICN) (ang. International Council of Nurses) – pierwsza międzynarodowa zawodowa organizacja kobieca powstała w 1899 roku. W roku 1953 stworzyła pierwszy kodeks dla pielęgniarek, który był wielokrotnie nowelizowany. Obecnie obowiązuje kodeks z 2005 roku. ICN skupia ponad 130 krajowych zrzeszeń pielęgniarskich. Jej celem jest zapewnienie jakości opieki pielęgniarskiej oraz wywieranie wpływu na światową politykę dotyczącą ochrony zdrowia. Jej członkiem może być tylko jedno stowarzyszenie z danego kraju. 
Naczelną władzą Międzynarodowej Rady Pielęgniarek jest Kongres Międzynarodowy zbierający się co cztery lata. Wybierane są na nim władze wykonawcze oraz zatwierdzany plan, budżet i kierunki pracy. Każdy członek ICN ma do dyspozycji jeden głos. Organizacja ma swoją siedzibę w Genewie w Szwajcarii. 
ICN zajmuje się:
- wymianą doświadczeń zawodowych
- pomocą w rozwoju pielęgniarstwa w krajach przynależących do organizacji
- przeprowadzaniem badań nad organizacją pracy
- szkoleniami
- dbaniem o etykę zawodową
- metodami pielęgnowania i ochrony zdrowia ludności oraz warunkami socjalno-bytowymi
- współpracą z innymi organizacjami międzynarodowymi
- reprezentowaniem spraw pielęgniarstwa na forum międzynarodowym.

Organizacja wydaje kwartalnik pt. „Międzynarodowy przegląd Pielęgniarski” (International Nursing Review). ICN utrzymuje się ze składek rocznych krajów przynależących do organizacji. Płacone są one proporcjonalnie do ilości członków.
Polska była członkiem Międzynarodowej Rady Pielęgniarek w latach 1925–1947 oraz należy do niej ponownie od 1961 roku.